# Andrew Swim
Andrew Swim (* 20. Februar 1961 in Saint John, New Brunswick) ist ein ehemaliger kanadischer Bobfahrer, der an den Olympischen Winterspielen 1988 in Calgary teilnahm.

## Karriere

### Olympische Winterspiele
Andrew Swim gehörte im Jahr 1988 in Calgary bei den Olympischen Winterspielen 1988 zum kanadischen Aufgebot im Viererbob. Zusammen mit seinen Mannschaftskameraden Howard Dell, Ken Leblanc und Chris Lori absolvierte er den olympischen Wettkampf am 27. und 28. Februar 1988 auf der Bob- und Rennschlittenbahn im Canada Olympic Park und belegte im Bob Canada 1 den 15. Platz von 26 teilnehmenden Viererbobs mit einer Gesamtzeit von 3:50,37 min aus vier Wertungsläufen.